# Biserica de lemn din Glodeni, Gorj

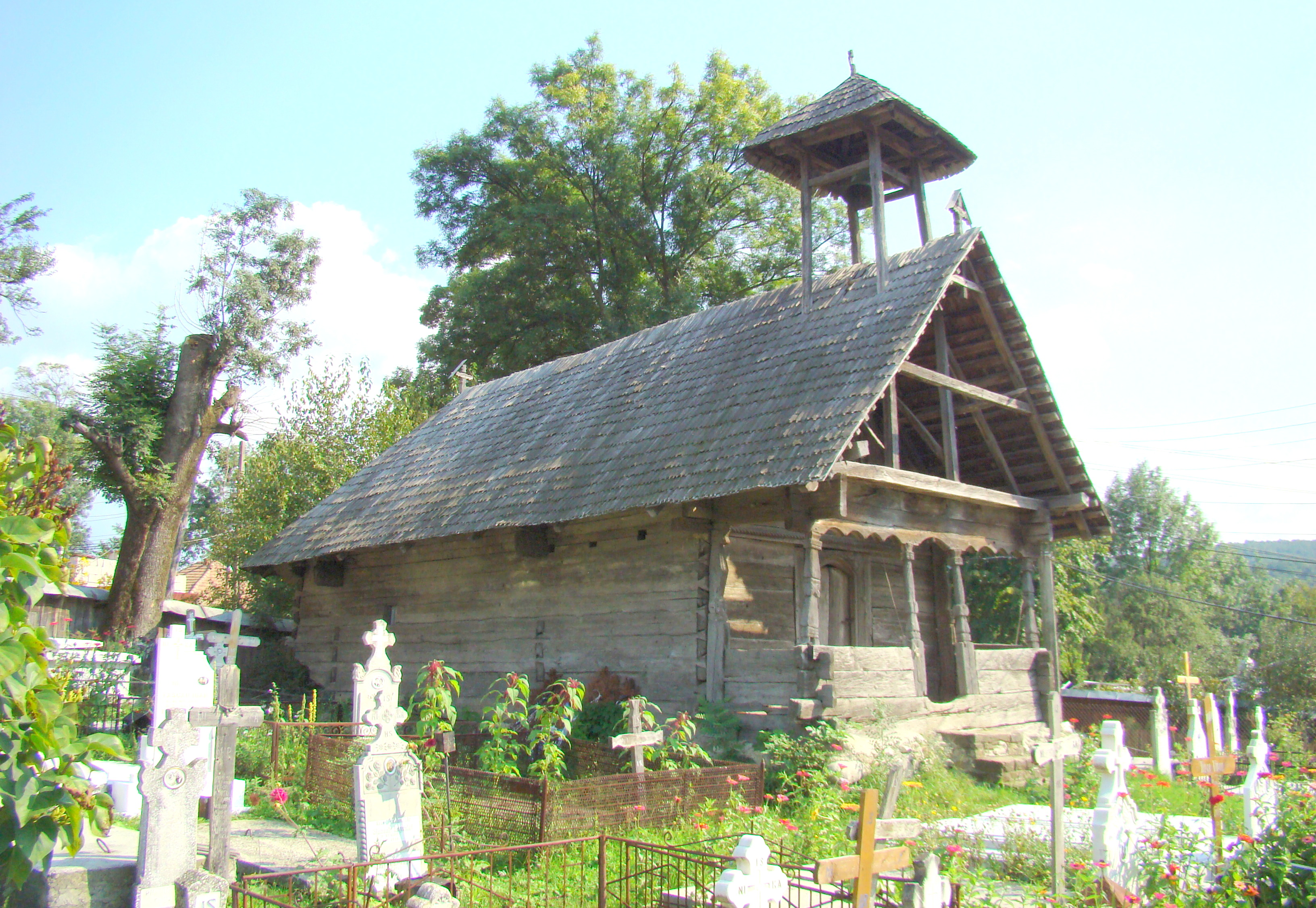
Biserica de lemn „Cuvioasa Paraschiva” din Glodeni, comuna Bălănești, județul Gorj, foto: septembrie 2009.

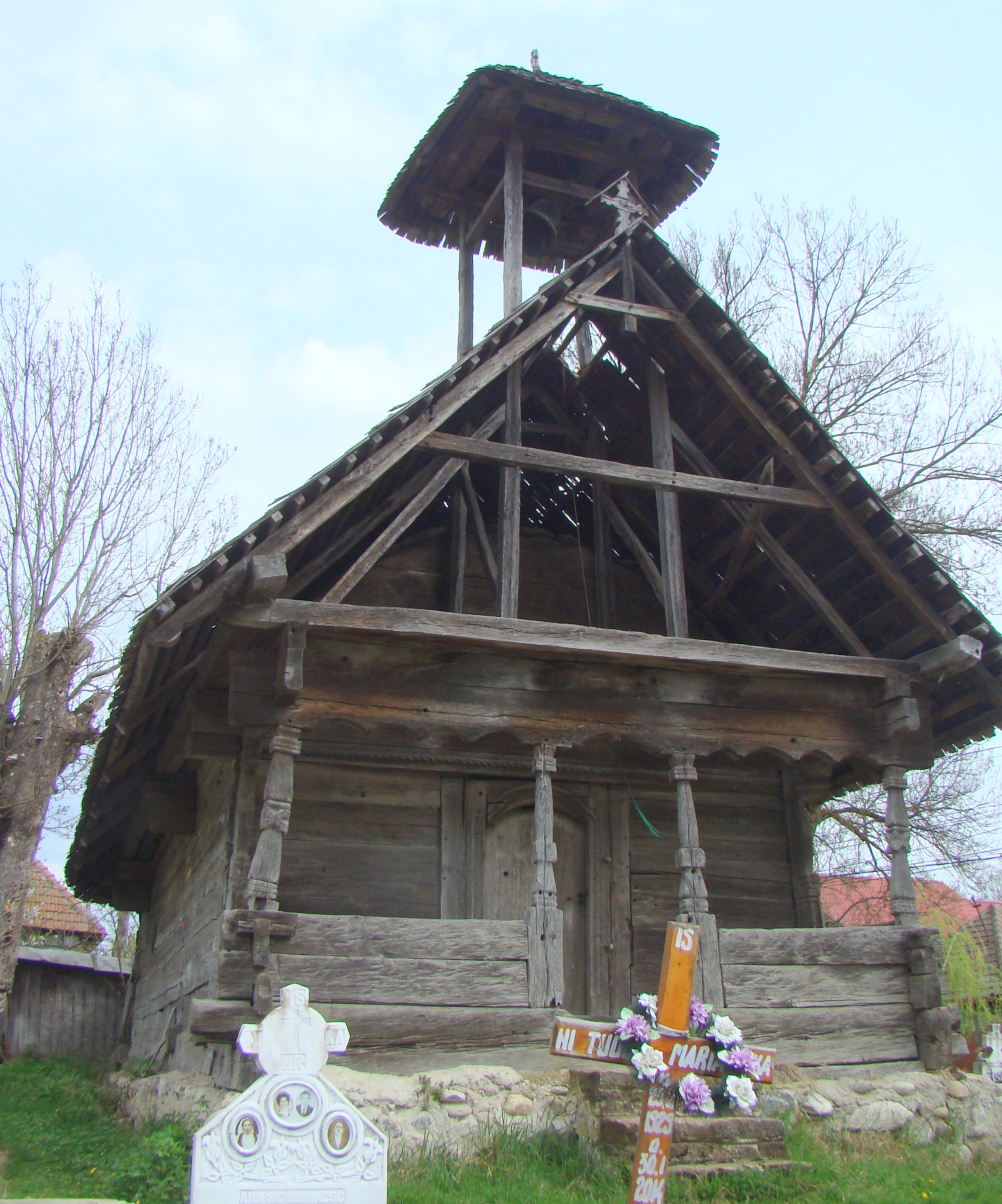
Biserica de lemn „Cuvioasa Paraschiva” din Glodeni, comuna Bălănești, județul Gorj, foto: aprilie 2018.

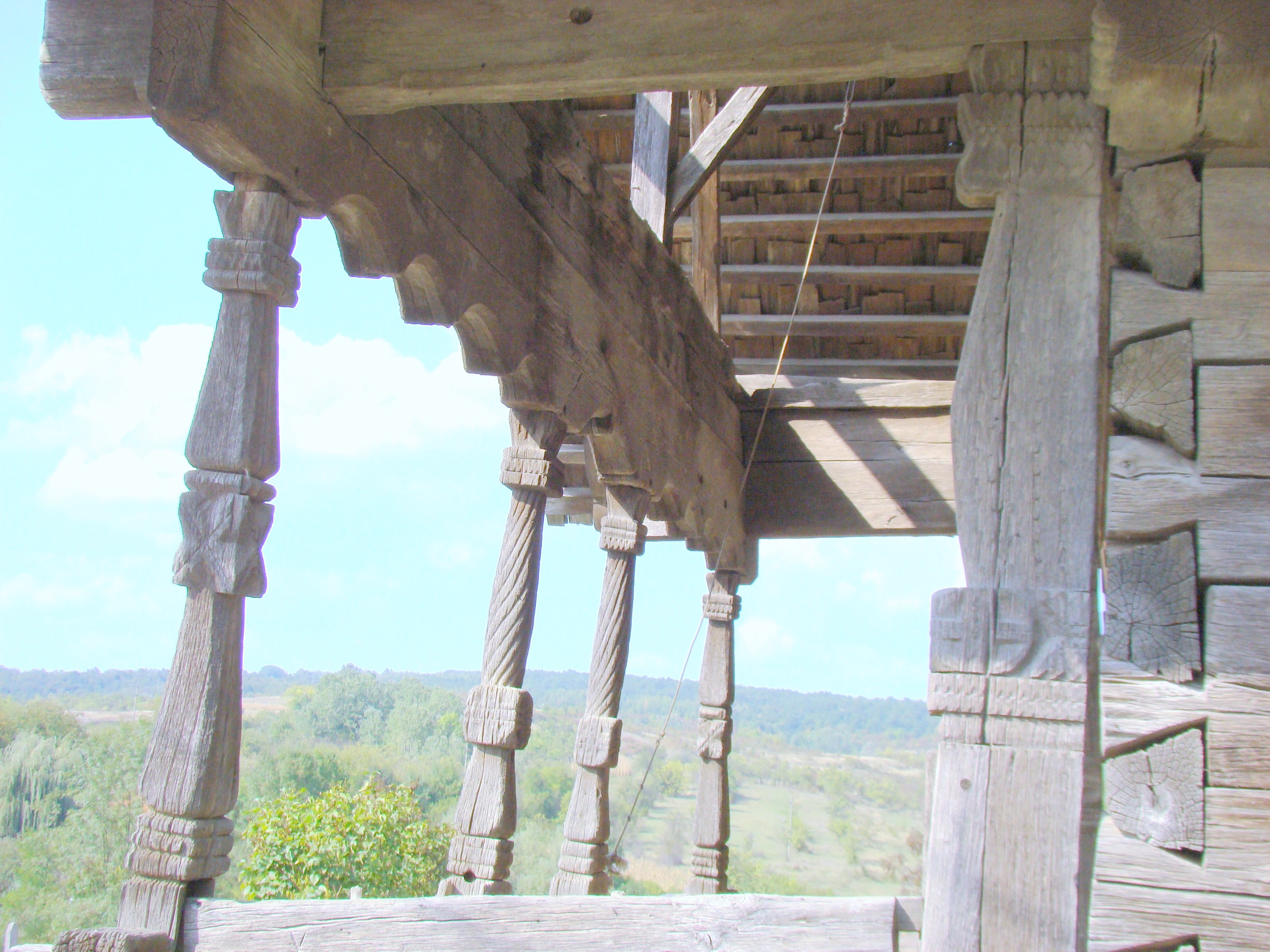
Prispa (vedere din lateral)

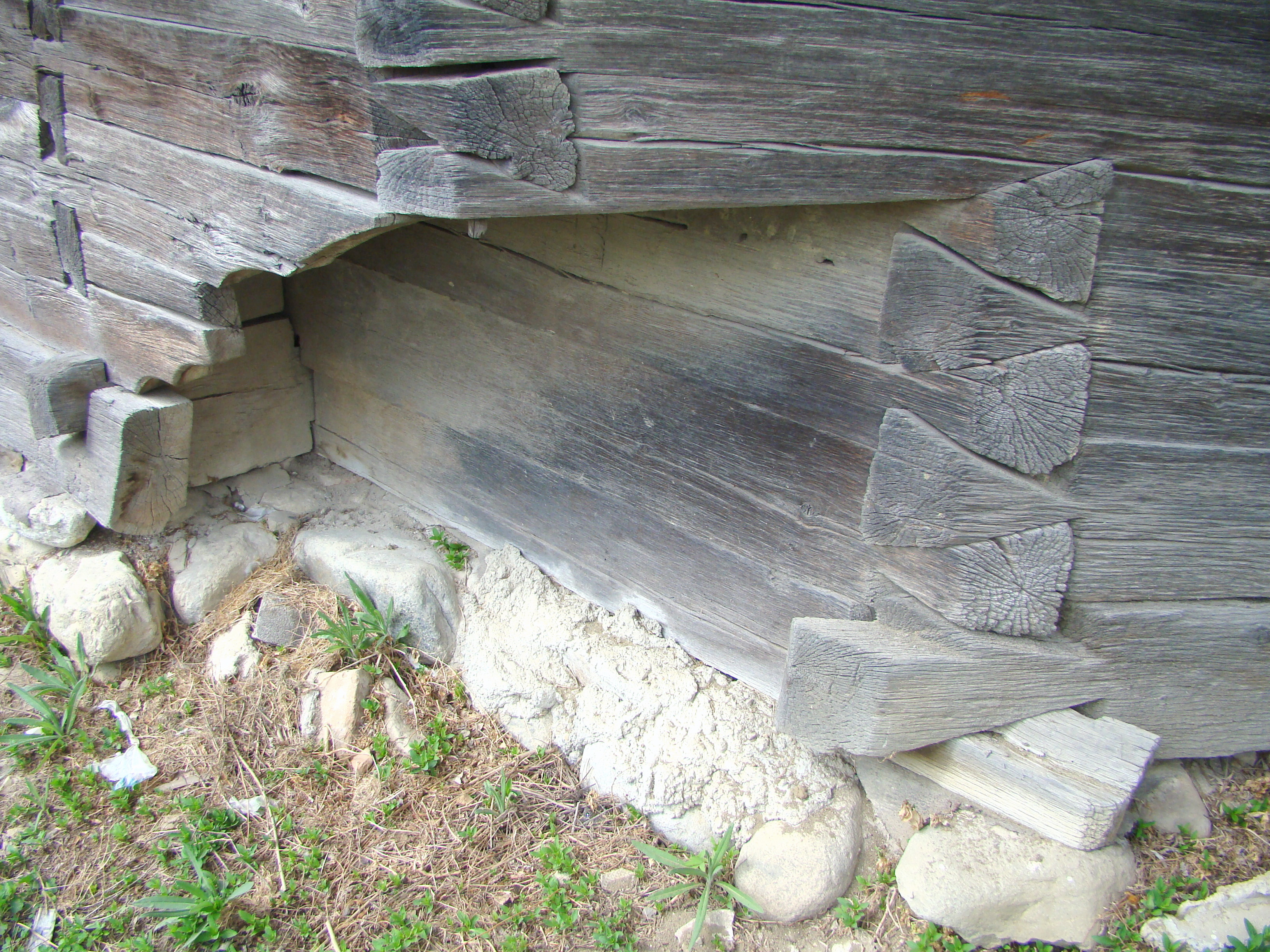
Nișă și îmbinări la altar, latura de sud

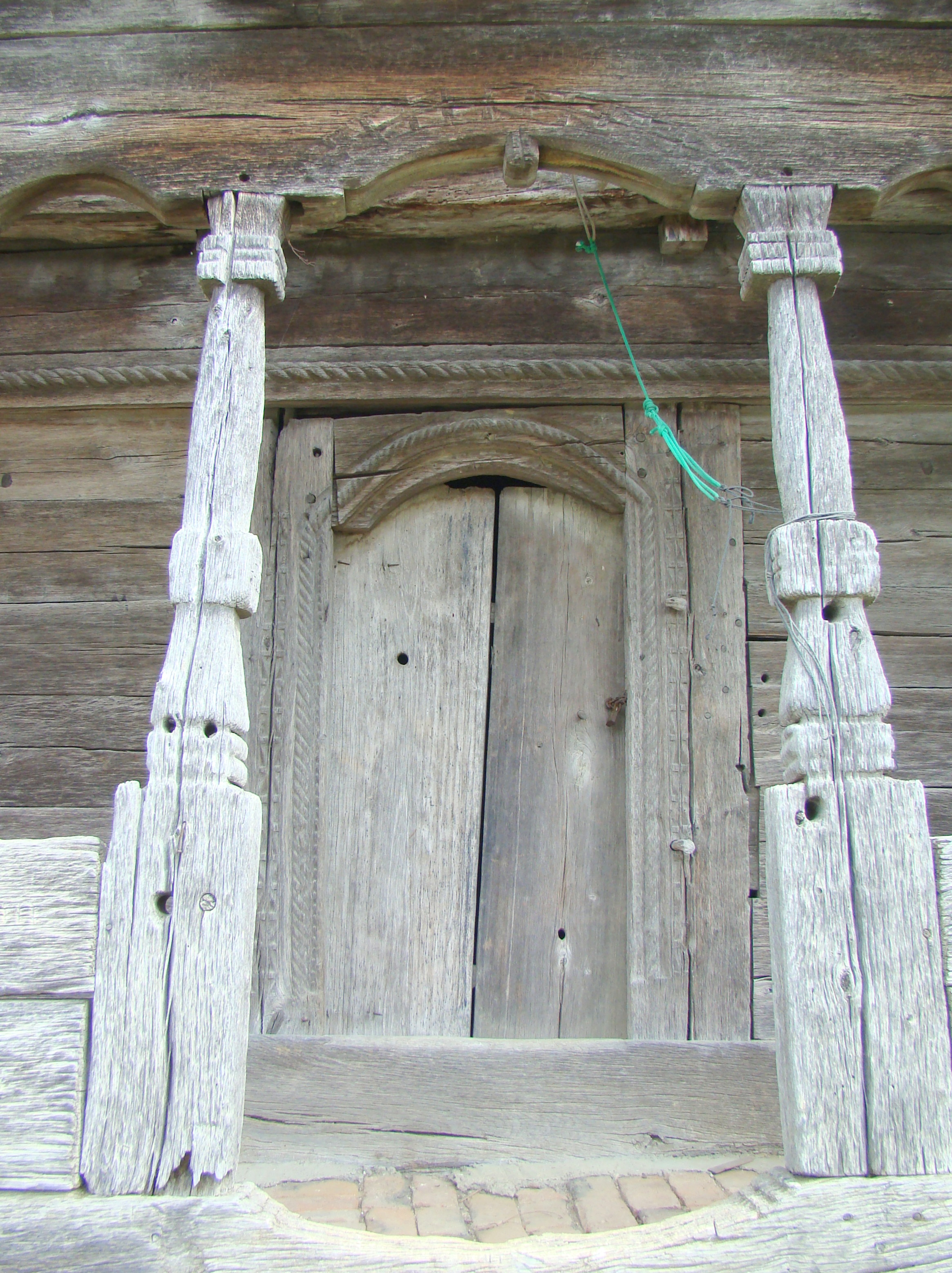
Stâlpi şi fruntar la prispă şi ancadramentul intrării; profil în frânghie pe bârna aflată deasupra acestuia

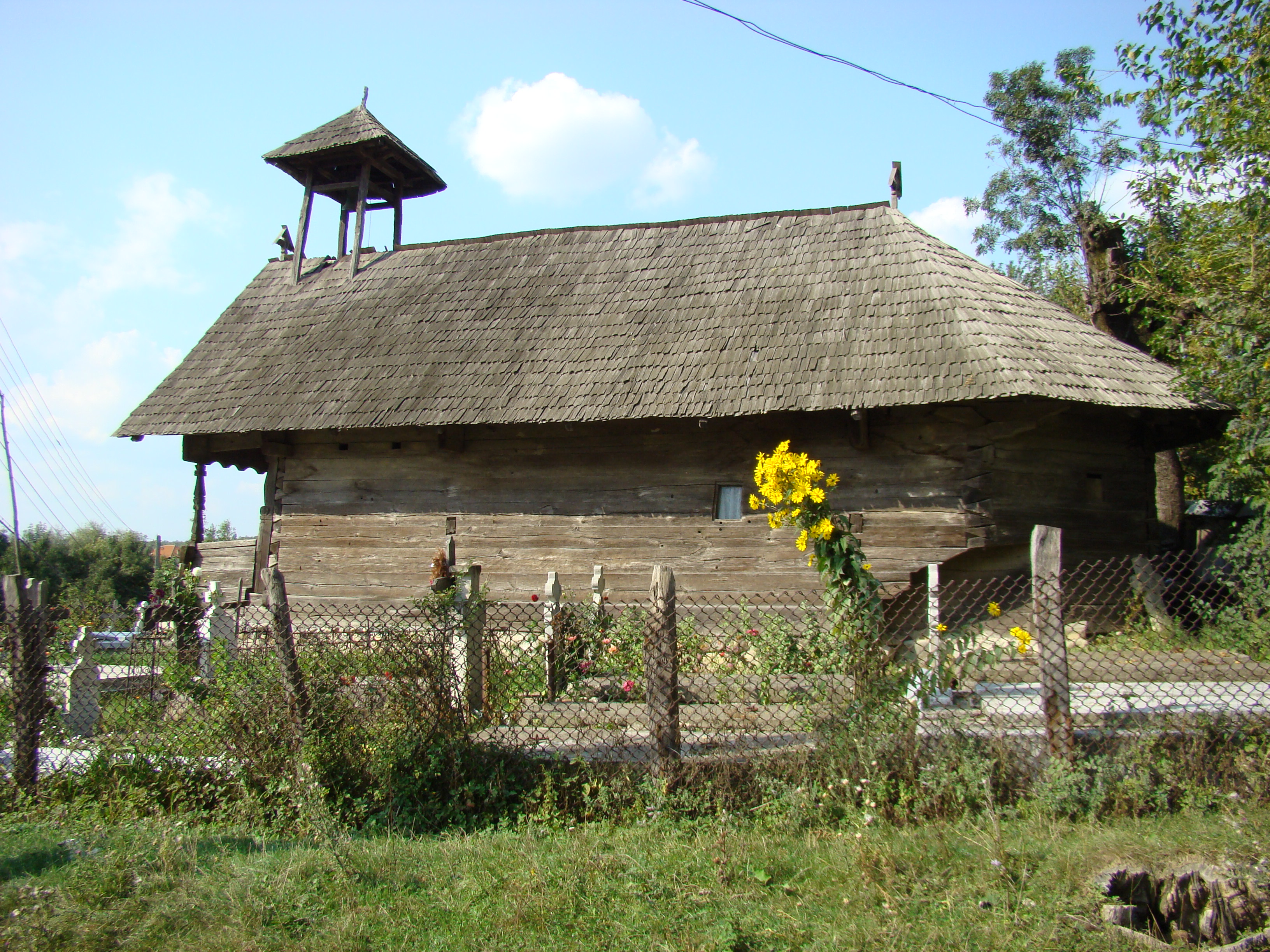
Biserica (sud)

Biserica de lemn din Glodeni, comuna Bălănești, județul Gorj, a fost construită în jur de 1728 . Are hramul „Cuvioasa Paraschiva”. Biserica se află pe noua listă a monumentelor istorice sub codul LMI:  GJ-II-m-A-09305.

## Istoric și trăsături
Biserica Cuvioasa Paraschiva-Bâșnegi, ctitorie megieșească, a fost declarată monument istoric în anul 1955, fiind salvată in extremis de la dispariție. Puținele date istorice despre biserică se cunosc din cele două pisanii păstrate doar fragmentar. Inscripția de pe fruntarul prispei, dispărută în mare parte, arată că biserica a fost ridicată în vremea stăpânirii austriece asupra Olteniei „în zilele prea înălțatului împărat Carol, în văleatul 7236” (1727-1728). O altă pisanie, scrisă cu vopsea, este cea din rândul împărătesc al tâmplei care consemnează că: „În zilele luminatului domn vostru Mihai Constandin Șuțu Voievod s-au prefăcut această sfântă biserică ...văleat 7300” (1791-1792).
Alt șantier de renovare a avut loc în secolul XIX, când i-a fost adăugată clopotnița peste prispă, modificându-se acoperișul, învelit în șiță, pe partea de vest. 
Forma de plan este cea cu absida altarului decroșată doar în registrul de jos, remarcându-se măiestria cu care au fost realizate consolele pe care se reazămă nișele proscomidiei și diaconiconului. Sub temelie este un soclu din piatră de râu.
Se mai remarcă, prin măiestria execuției, prispa de pe latura de vest, care are toate elementele bogat și frumos ornamentate.

## Imagini din exterior

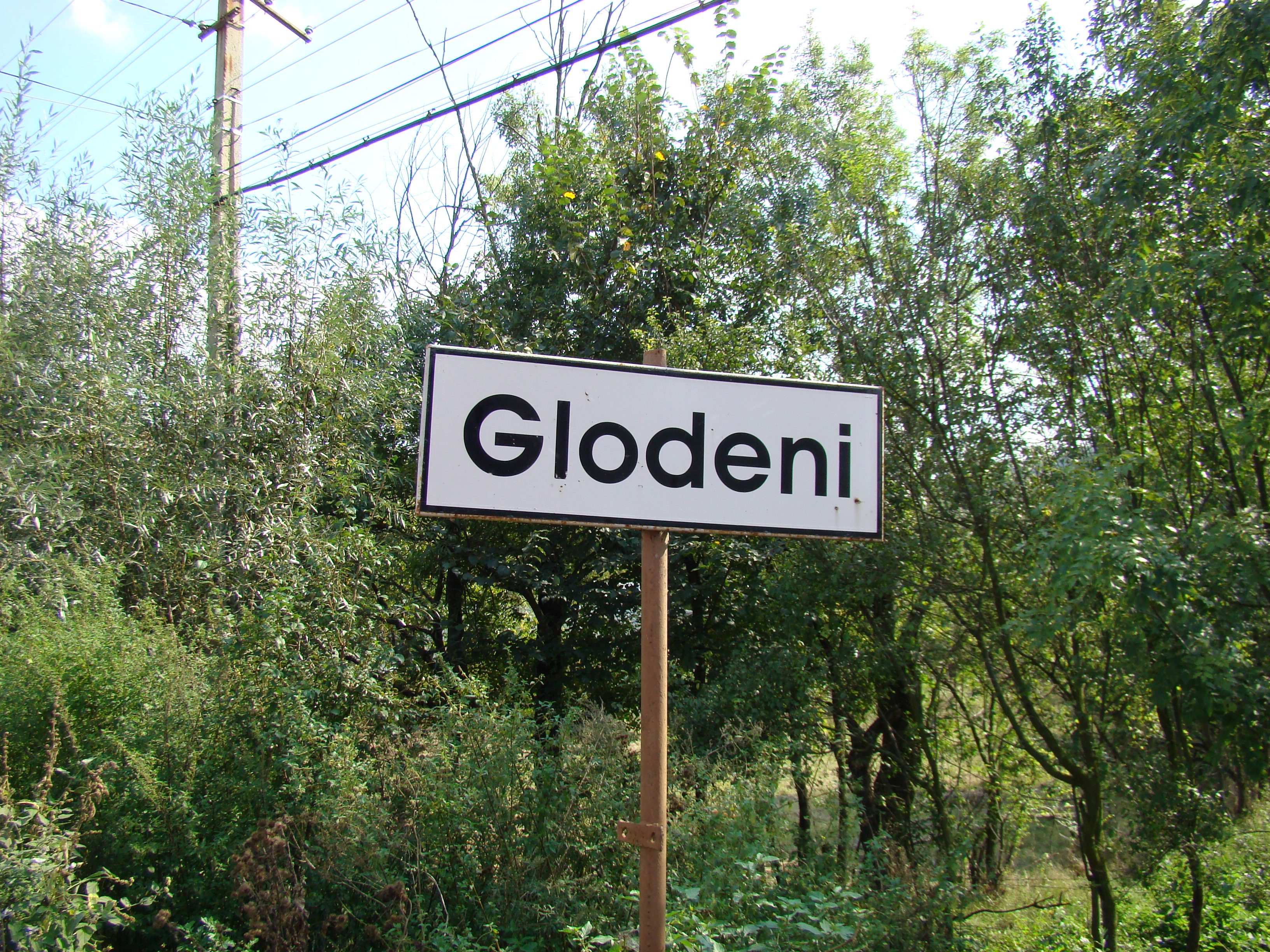
Intrarea în localitate
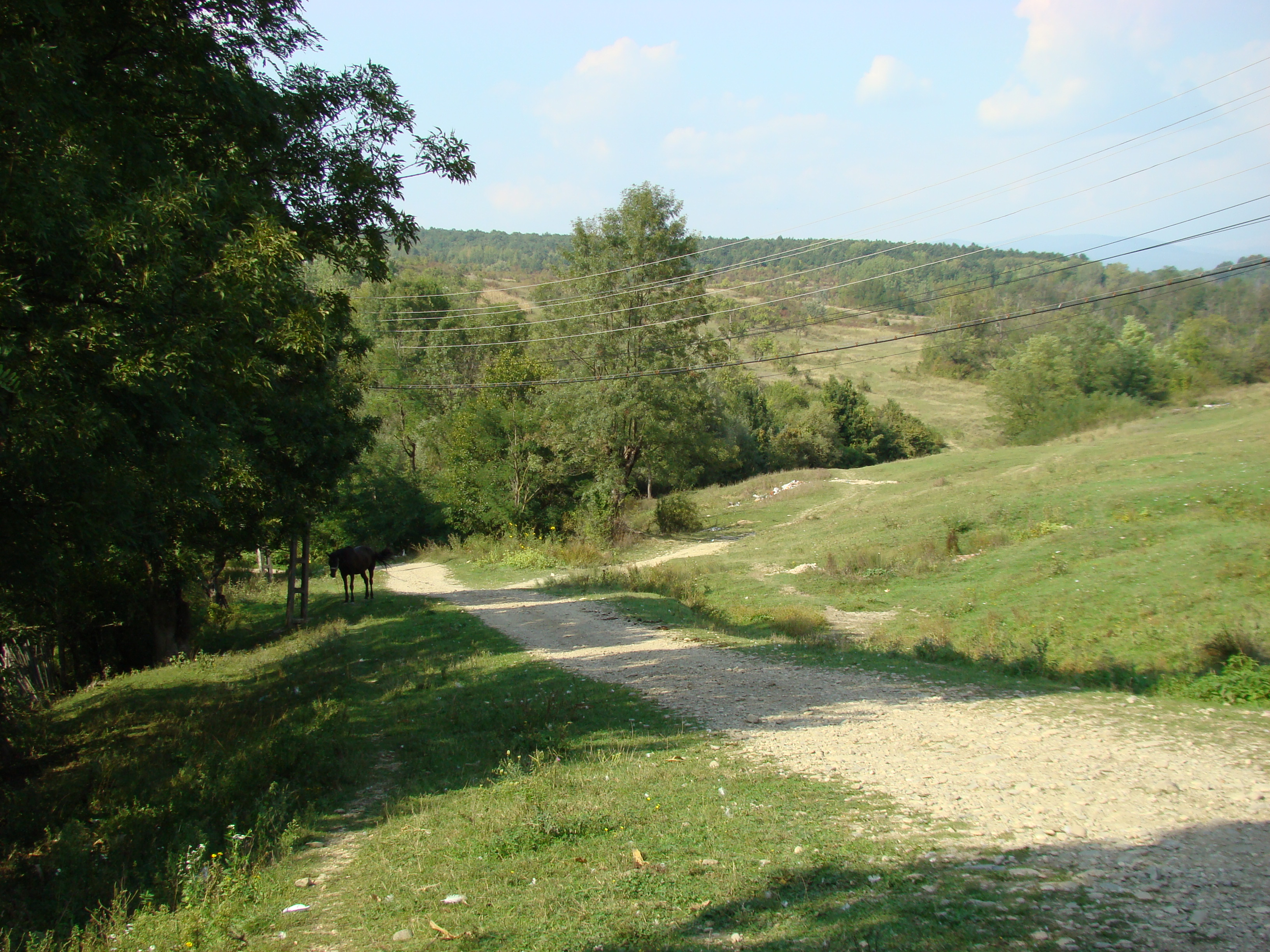
Drumul spre biserică
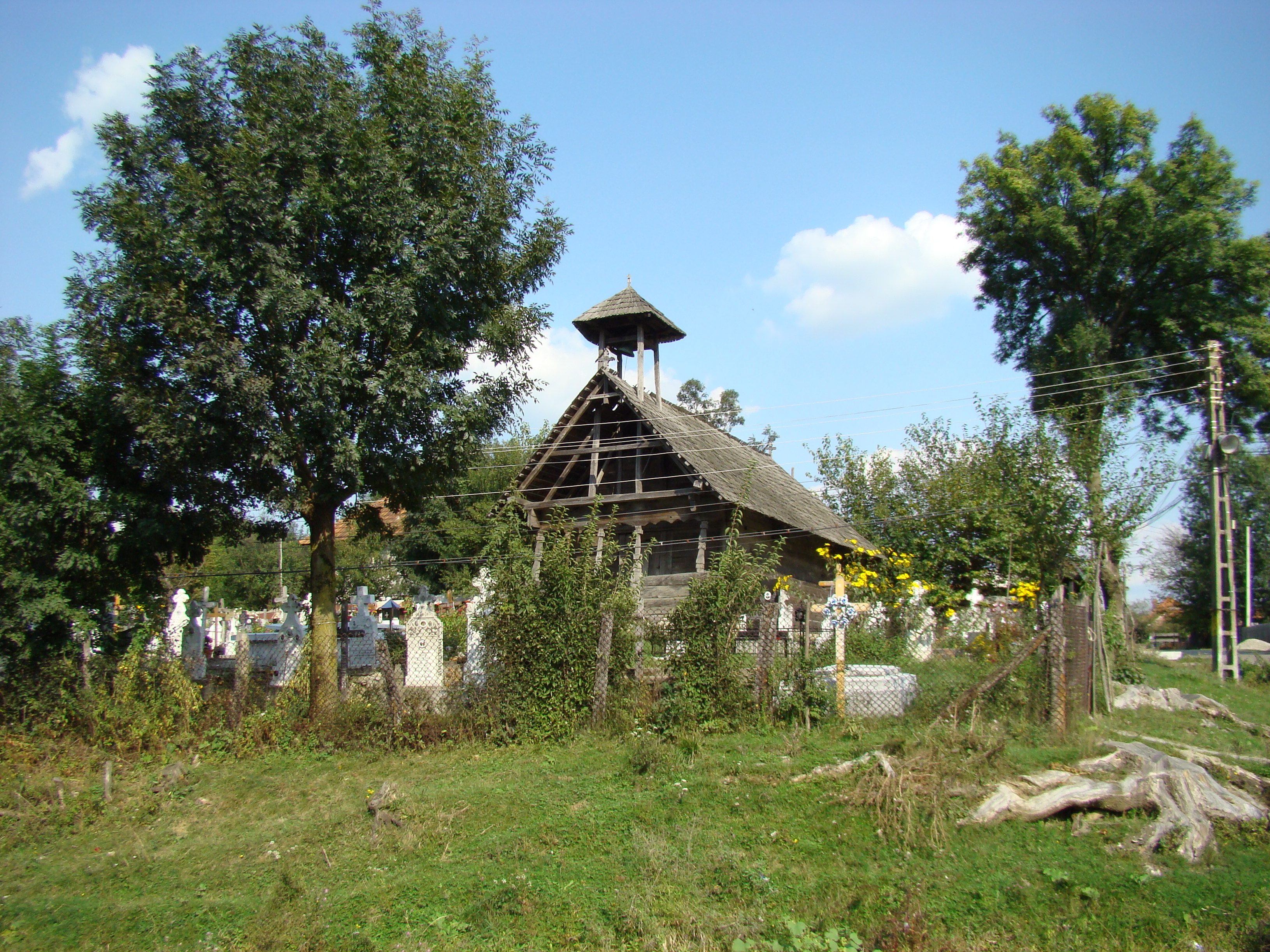
Biserica văzută din drum
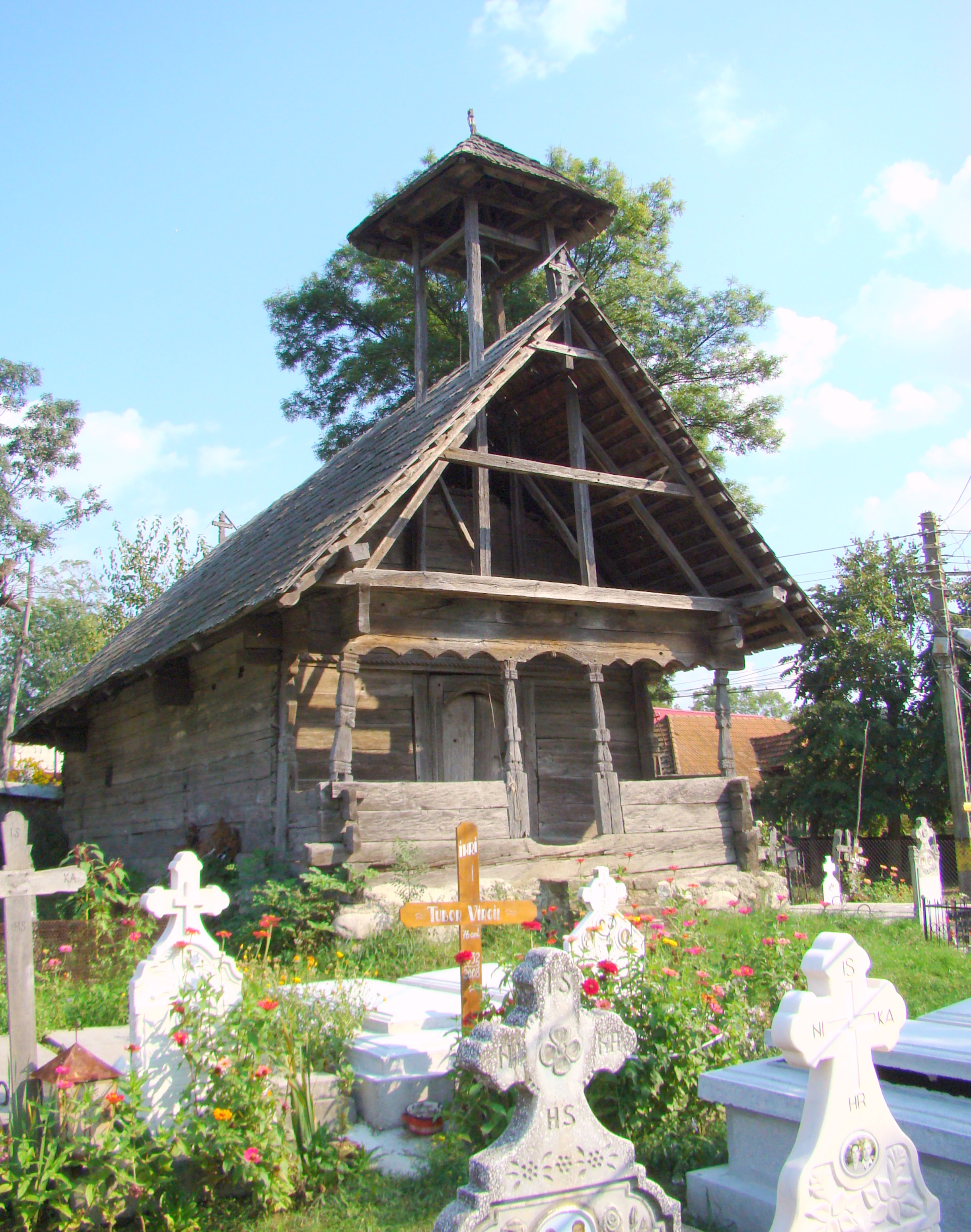
Biserica şi cimitirul
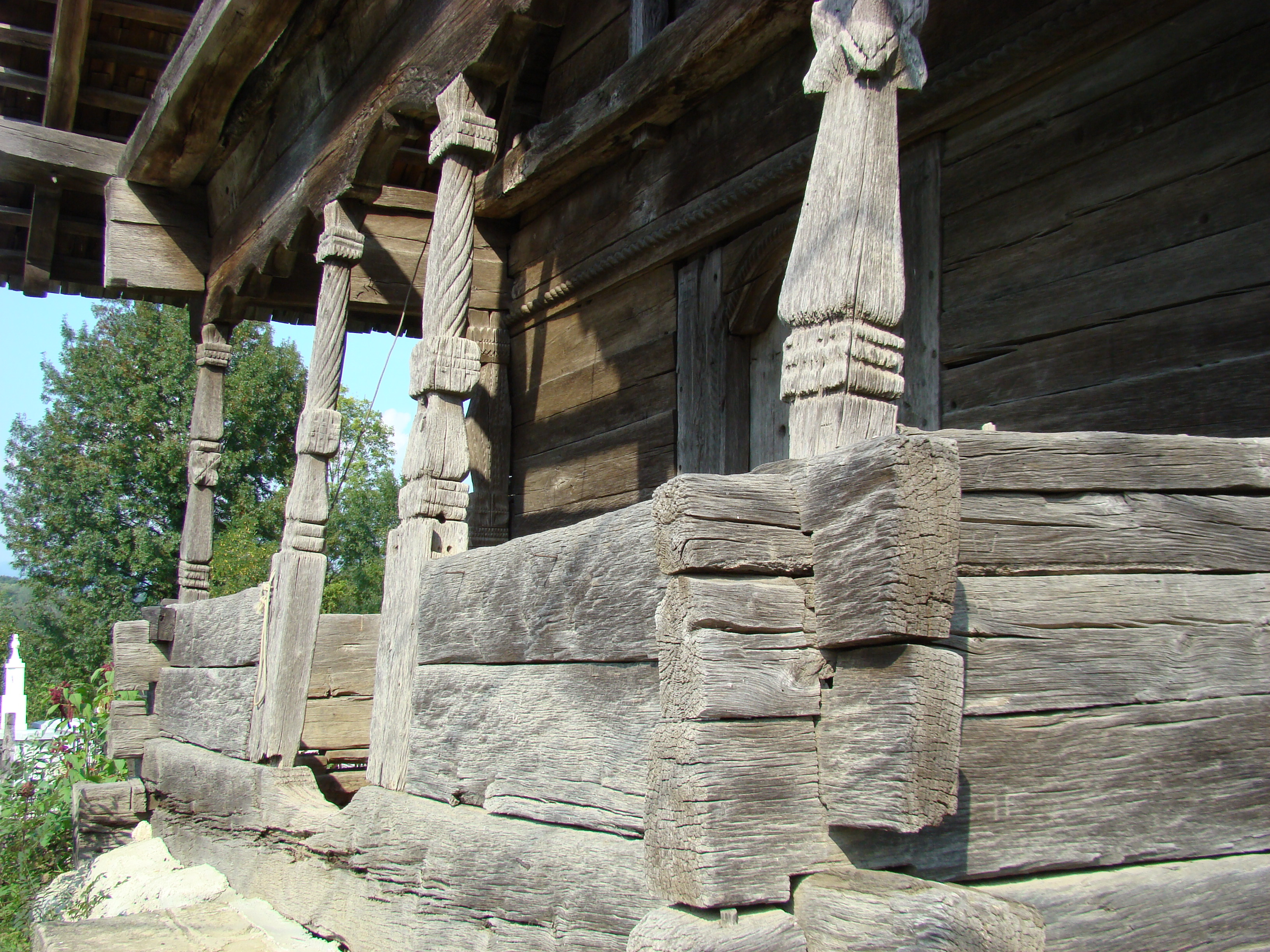
Stâlpii prispei
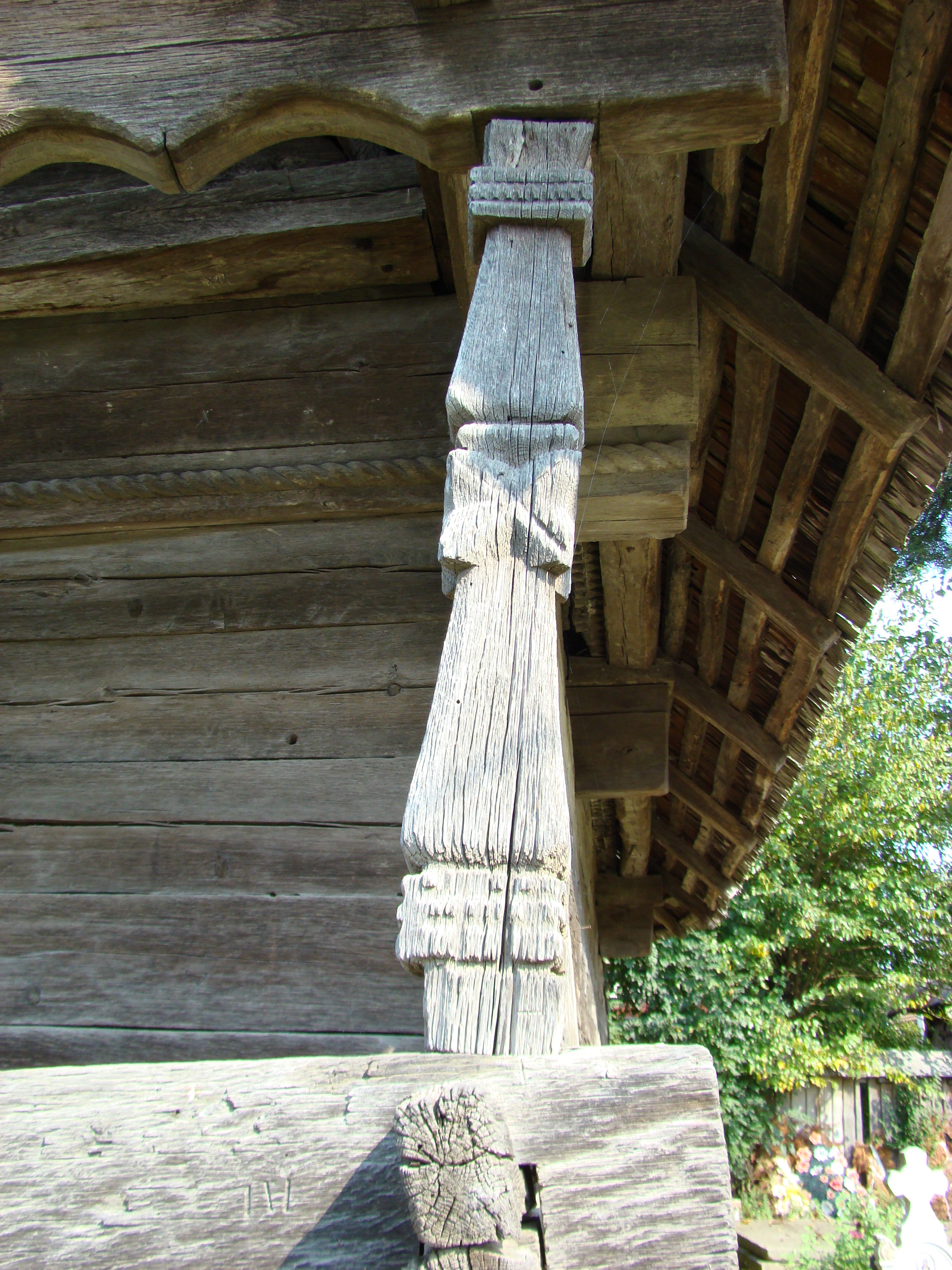
Stâlp la prispă cu capitelul ornat cu dinte de lup
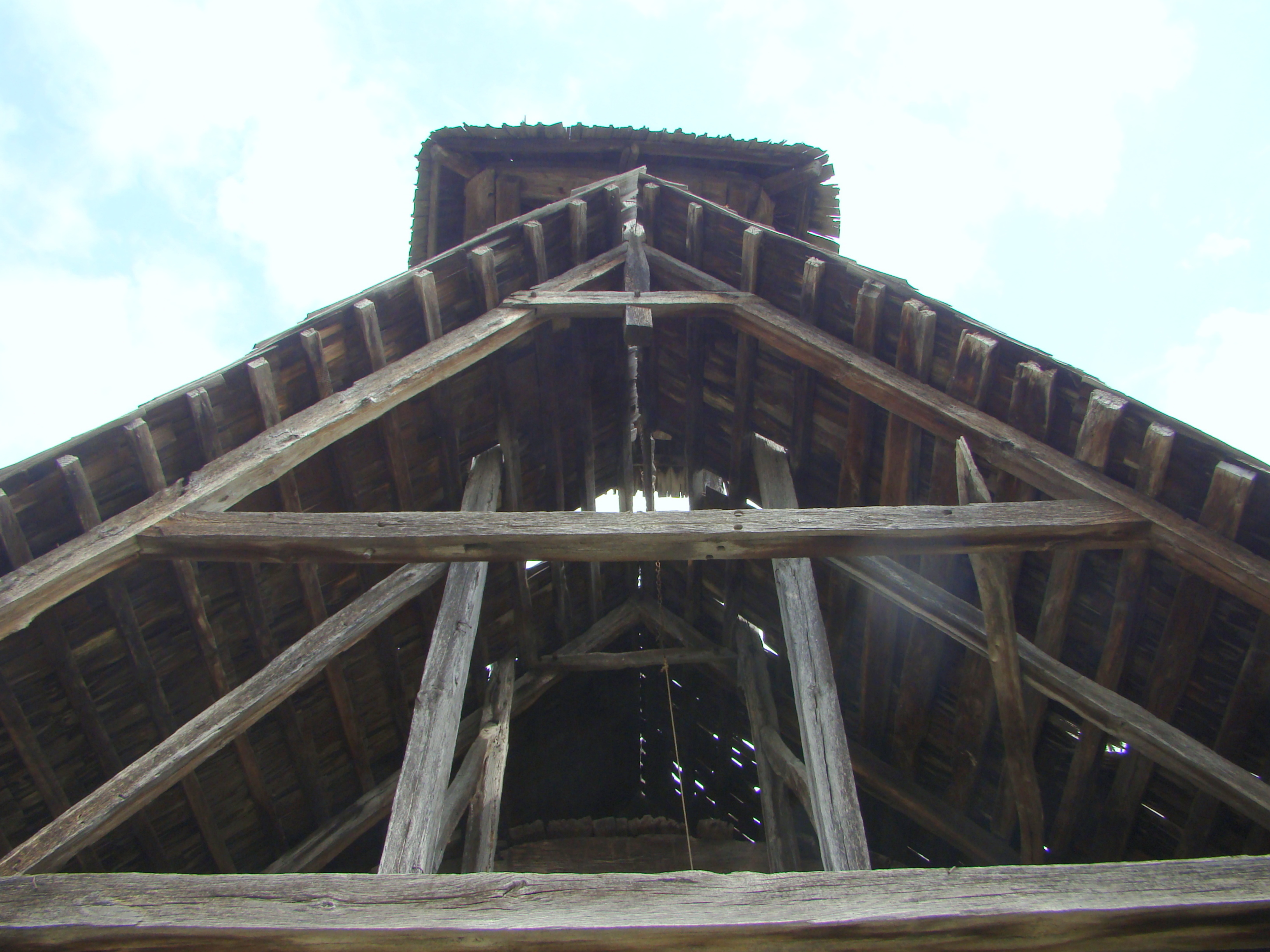
Acoperirea prispei şi clopotniţa
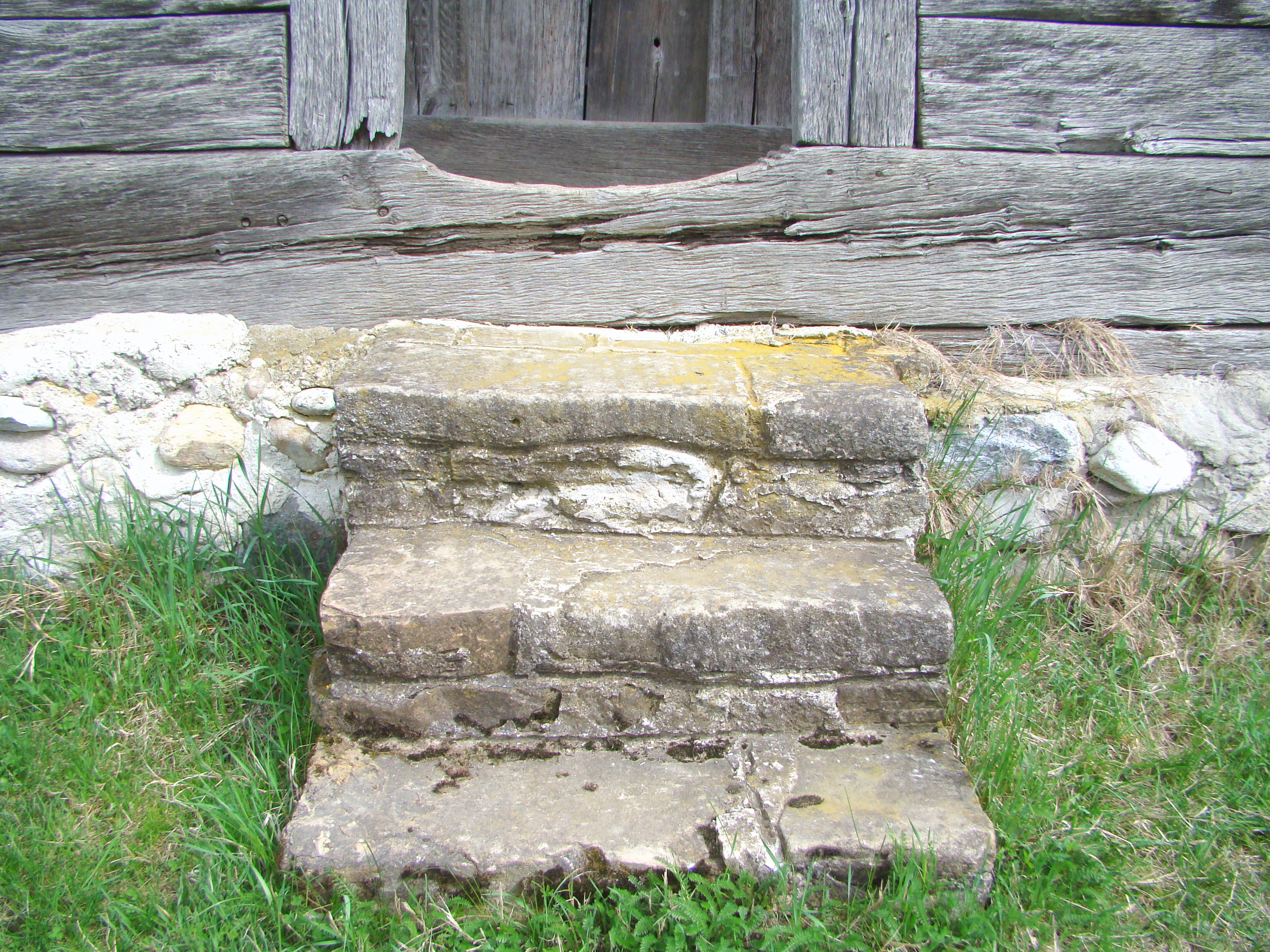
Soclul din piatră de râu
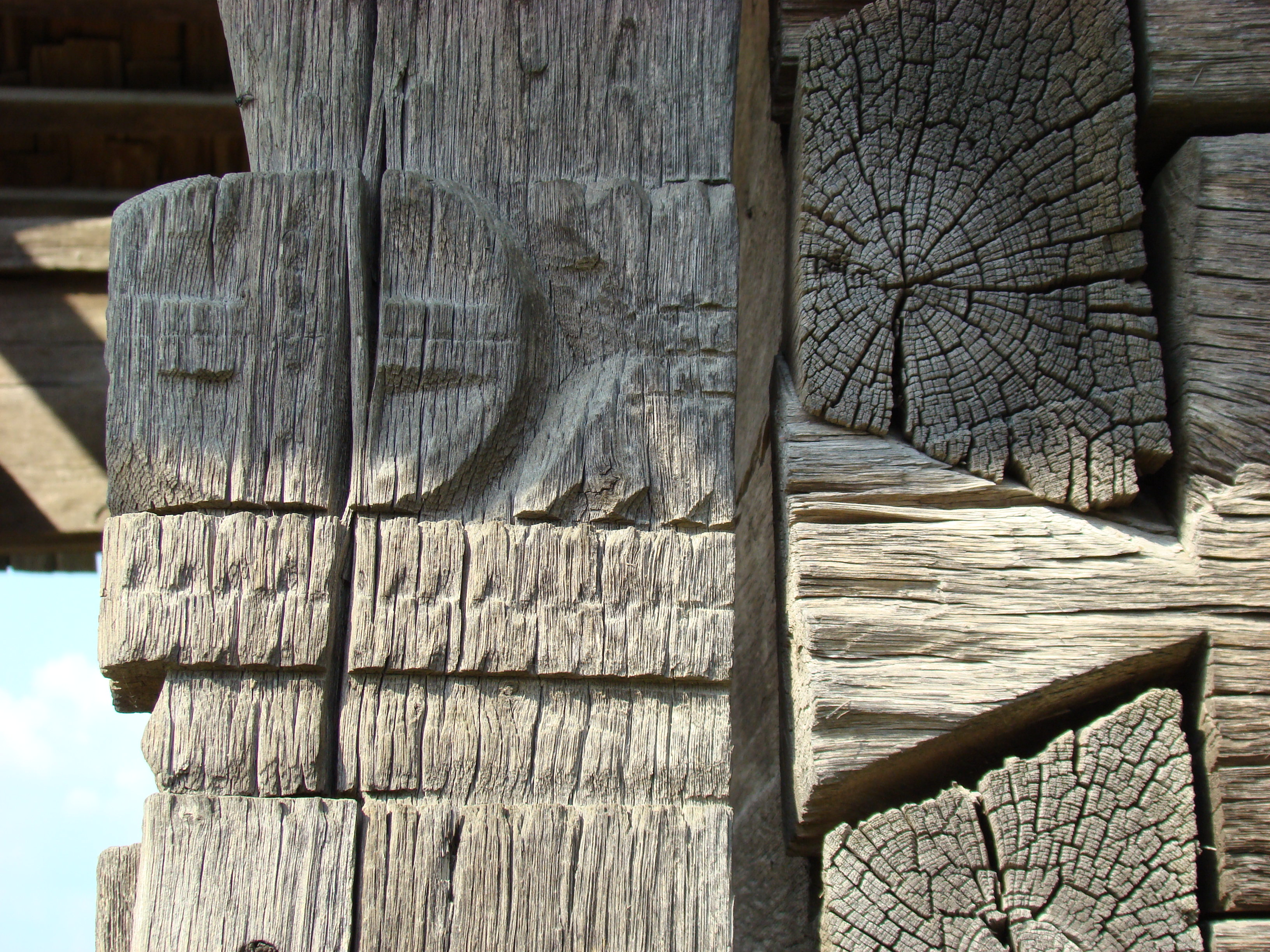
Îmbinări
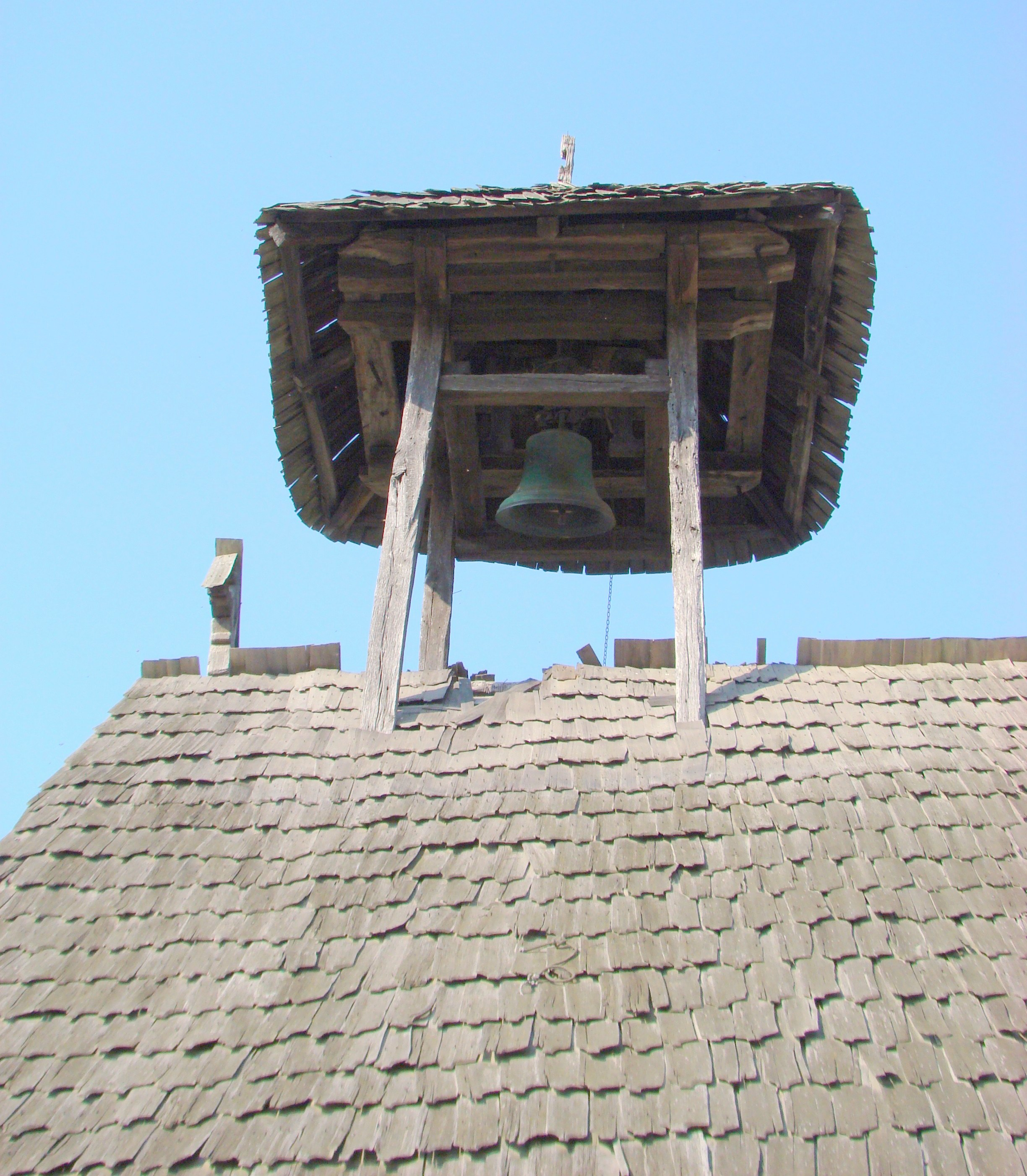
Clopotniţa (vedere din lateral)
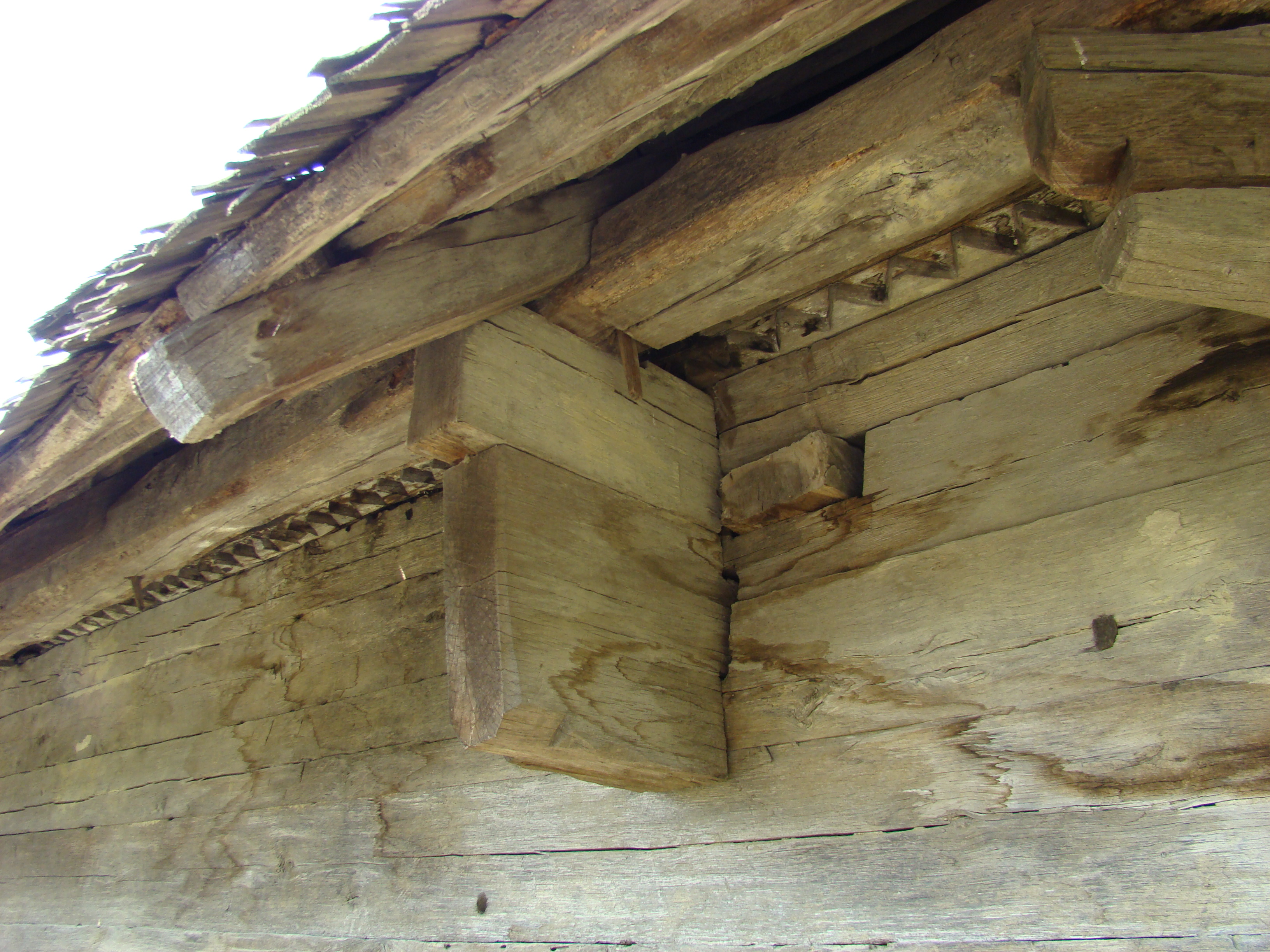
Consolă şi cosoroaba sub streaşină
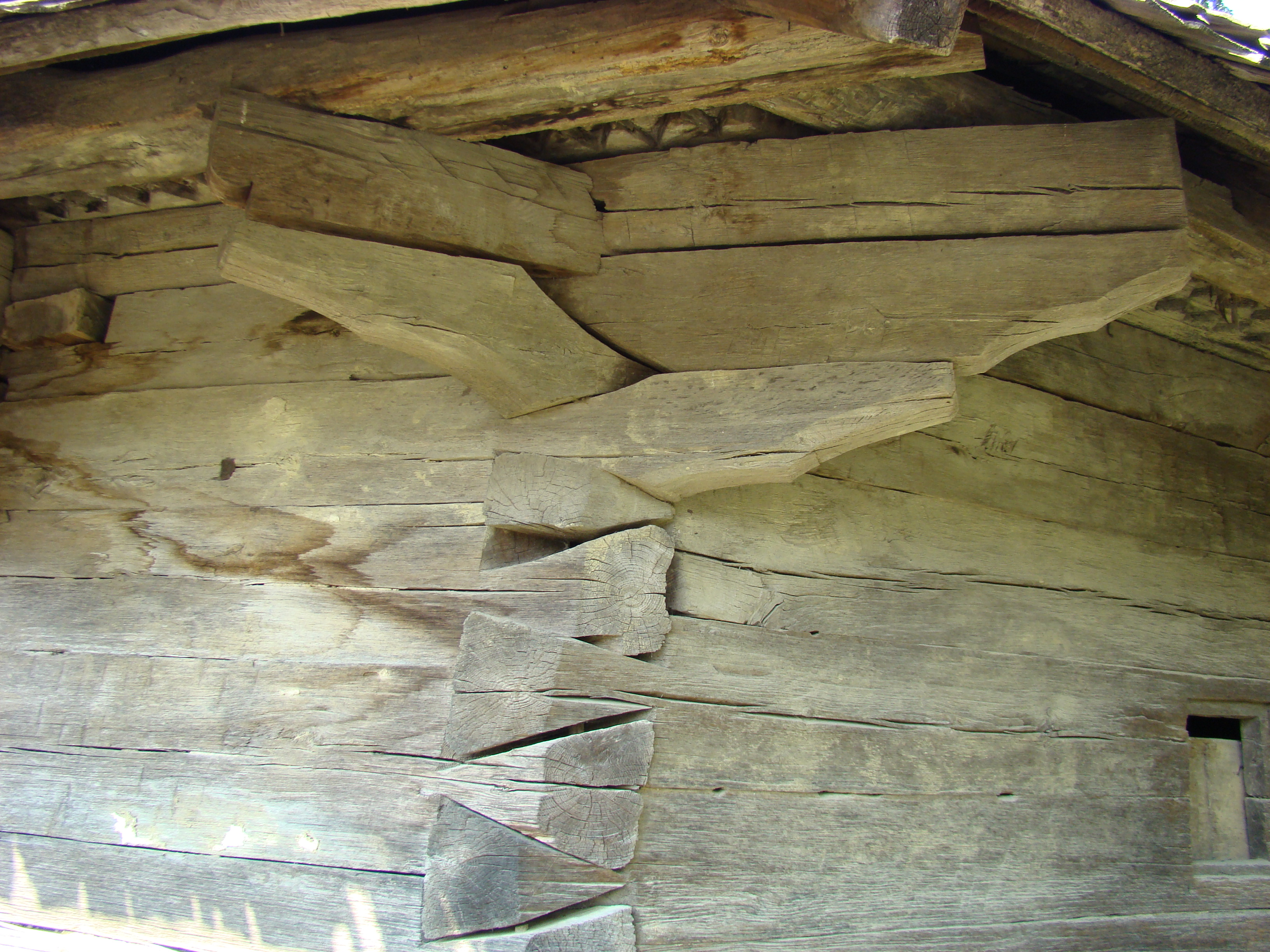
Console şi îmbinări la altar
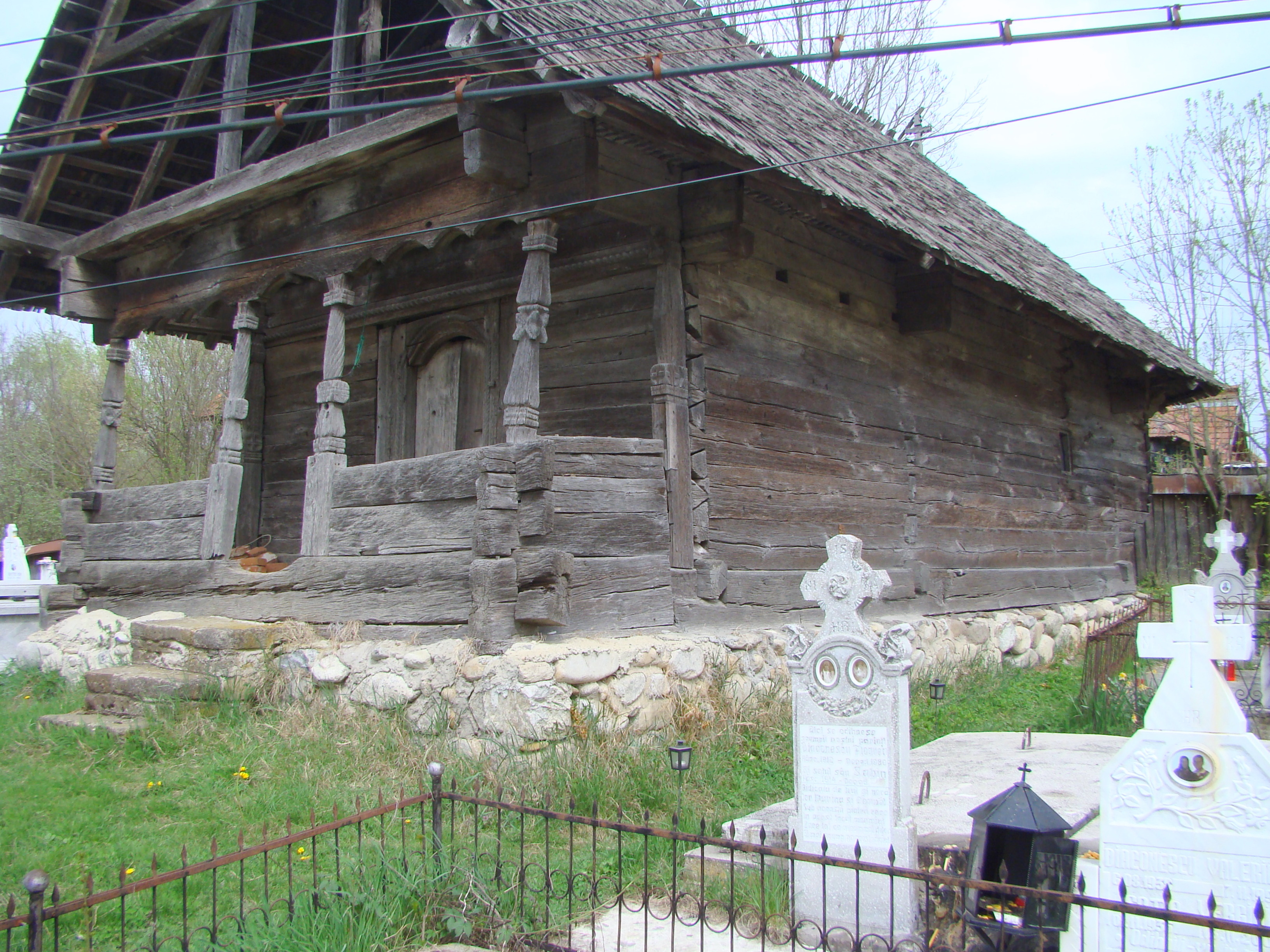
Butea bisericii
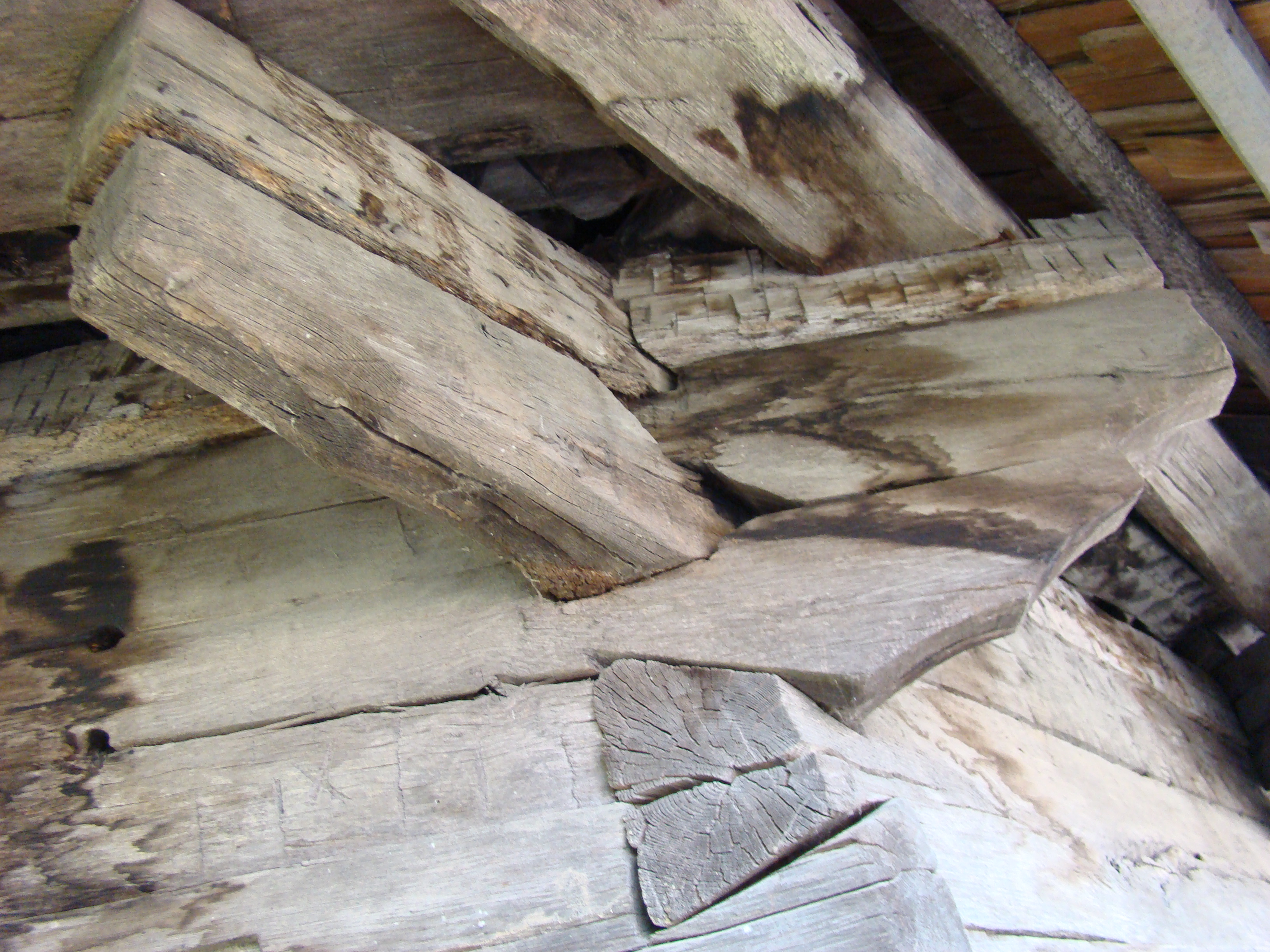
Console
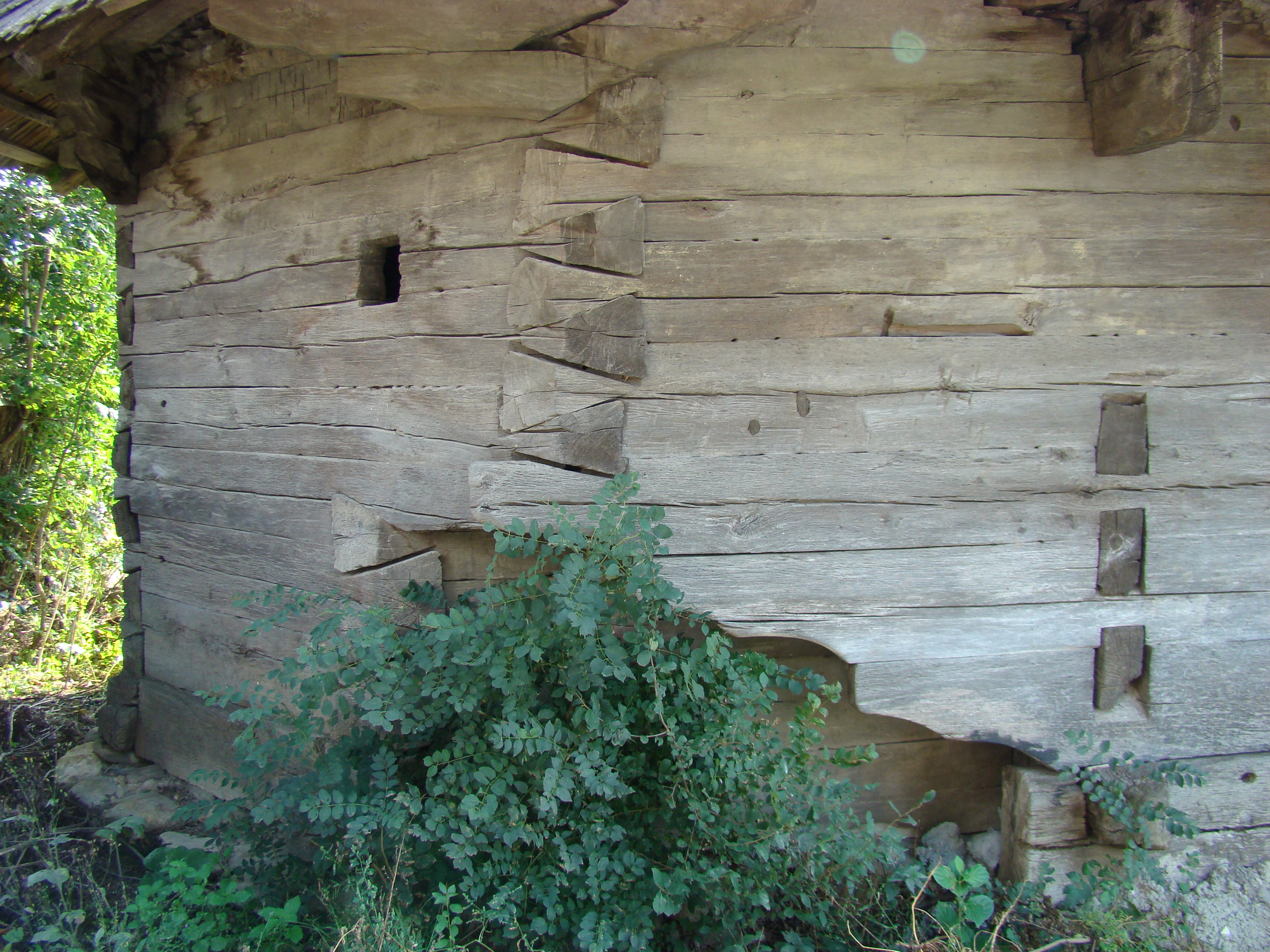
Absida altarului
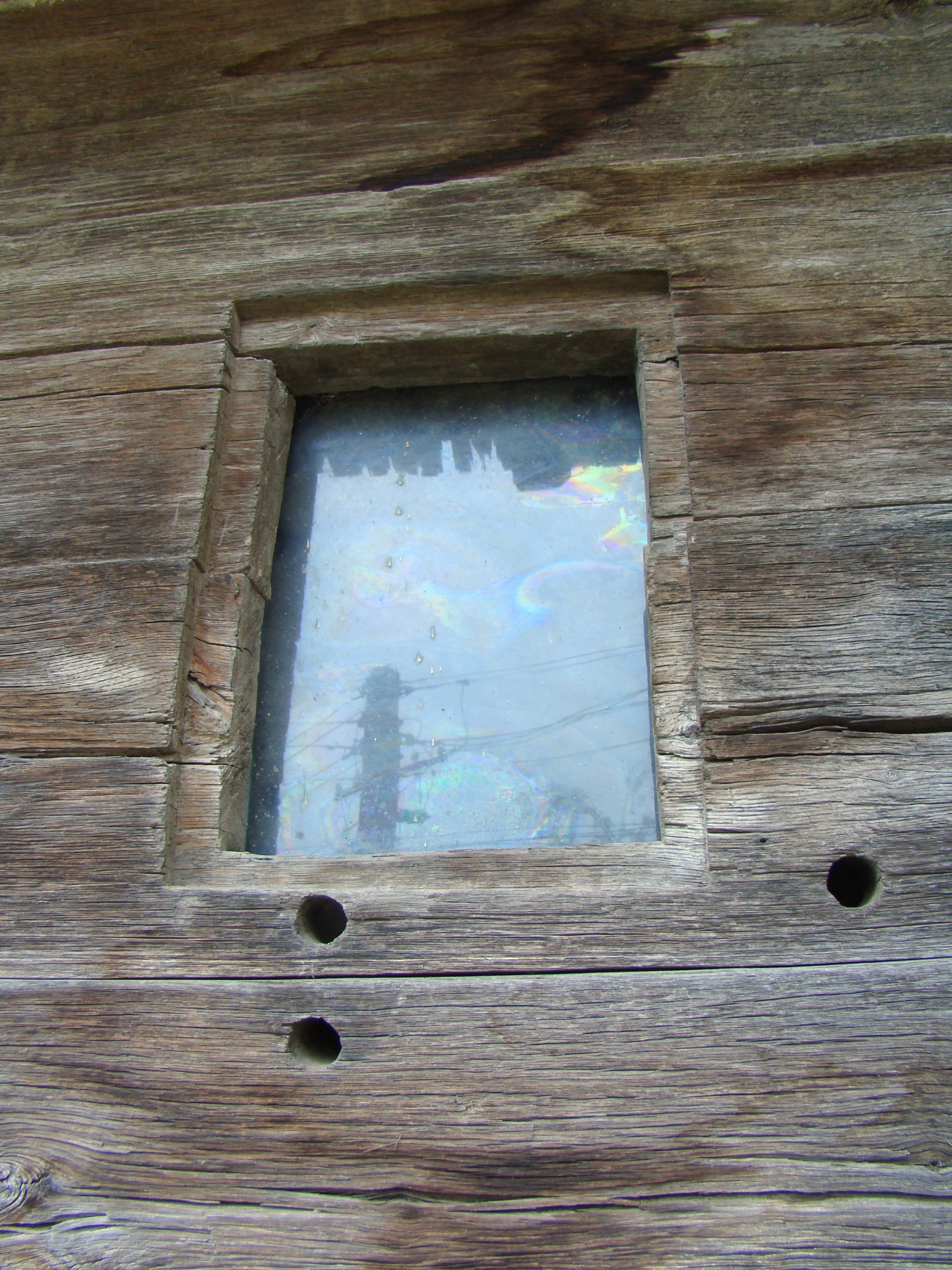
Fereastră
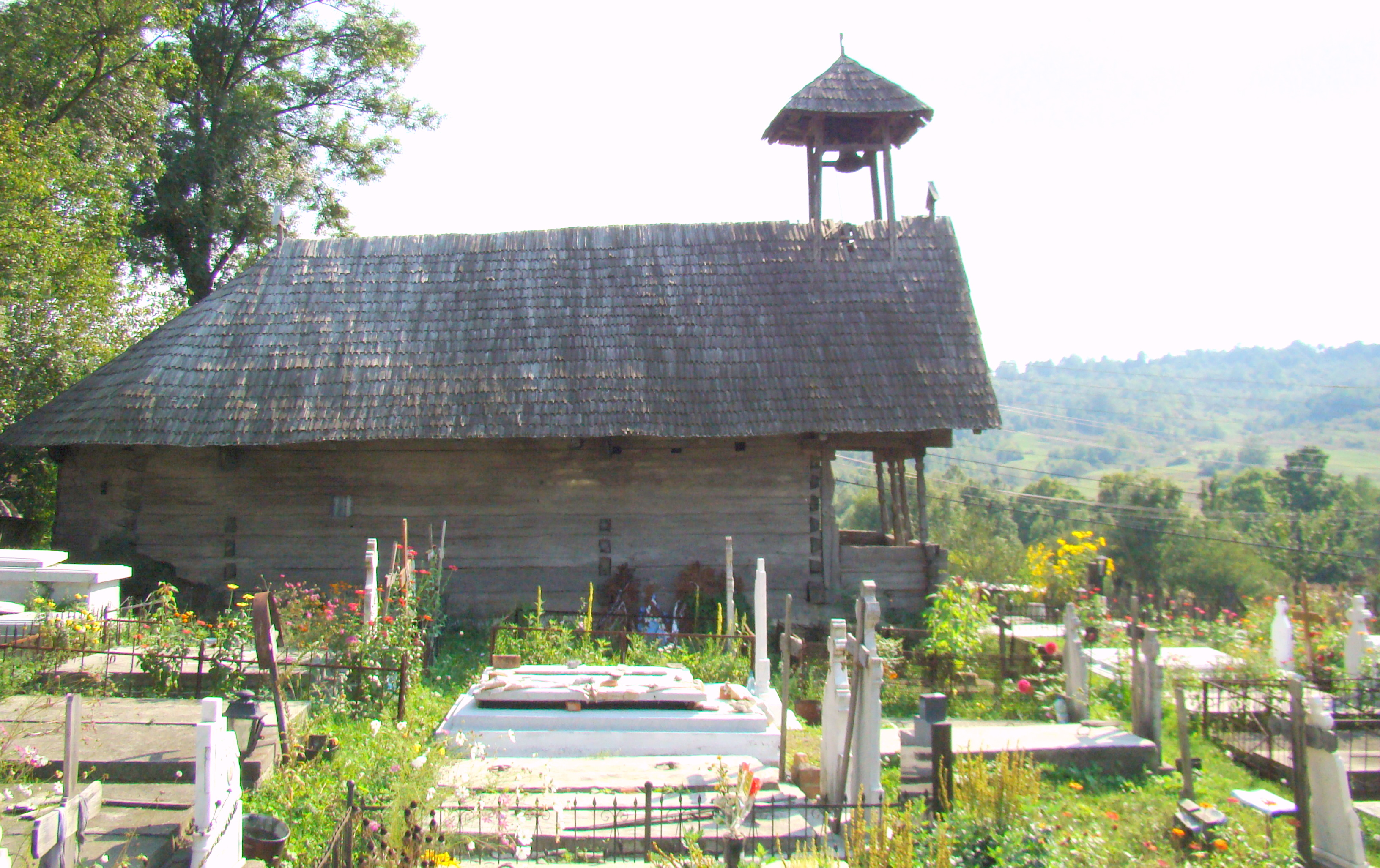
Biserica (nord)
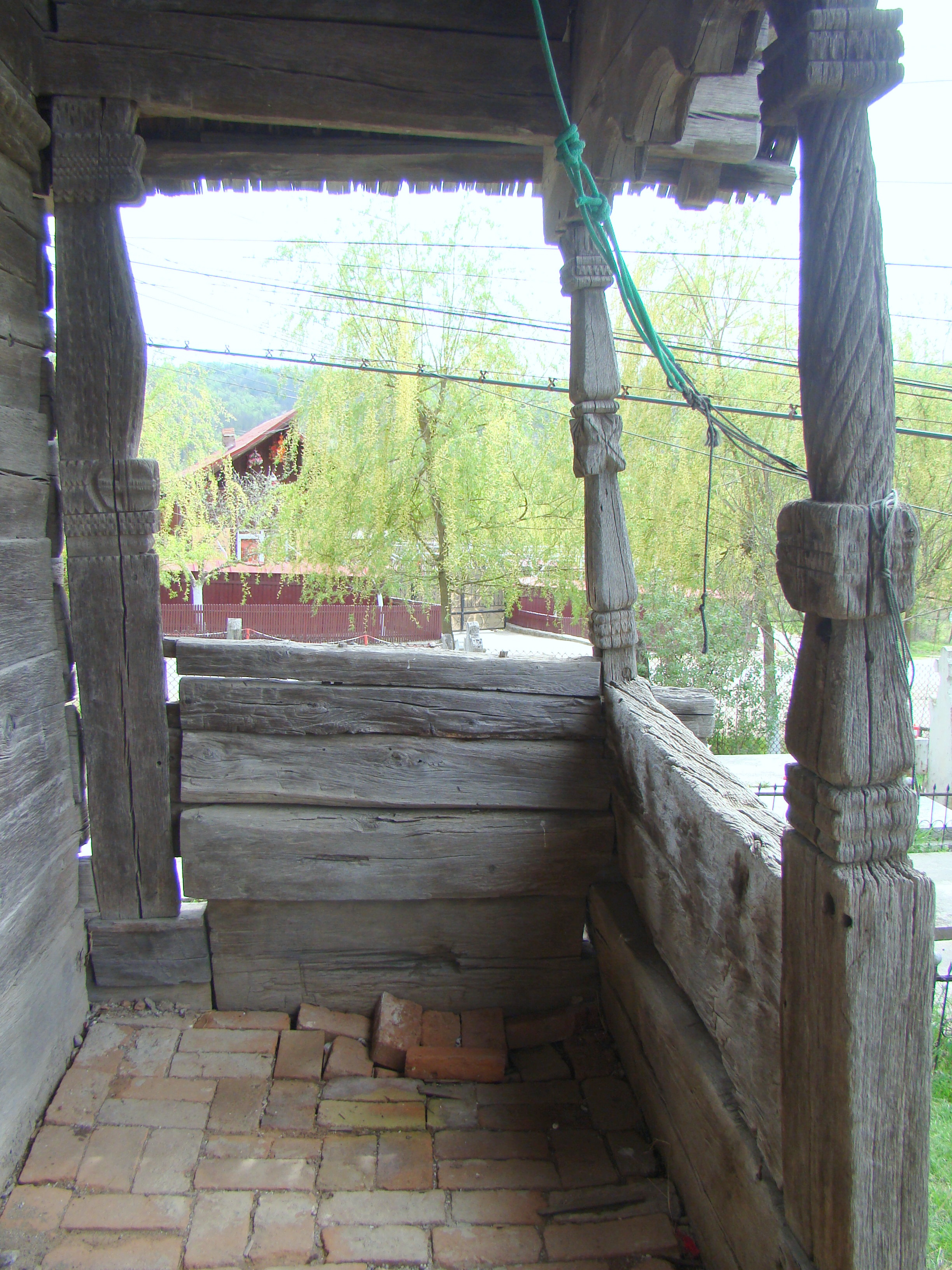
Prispa
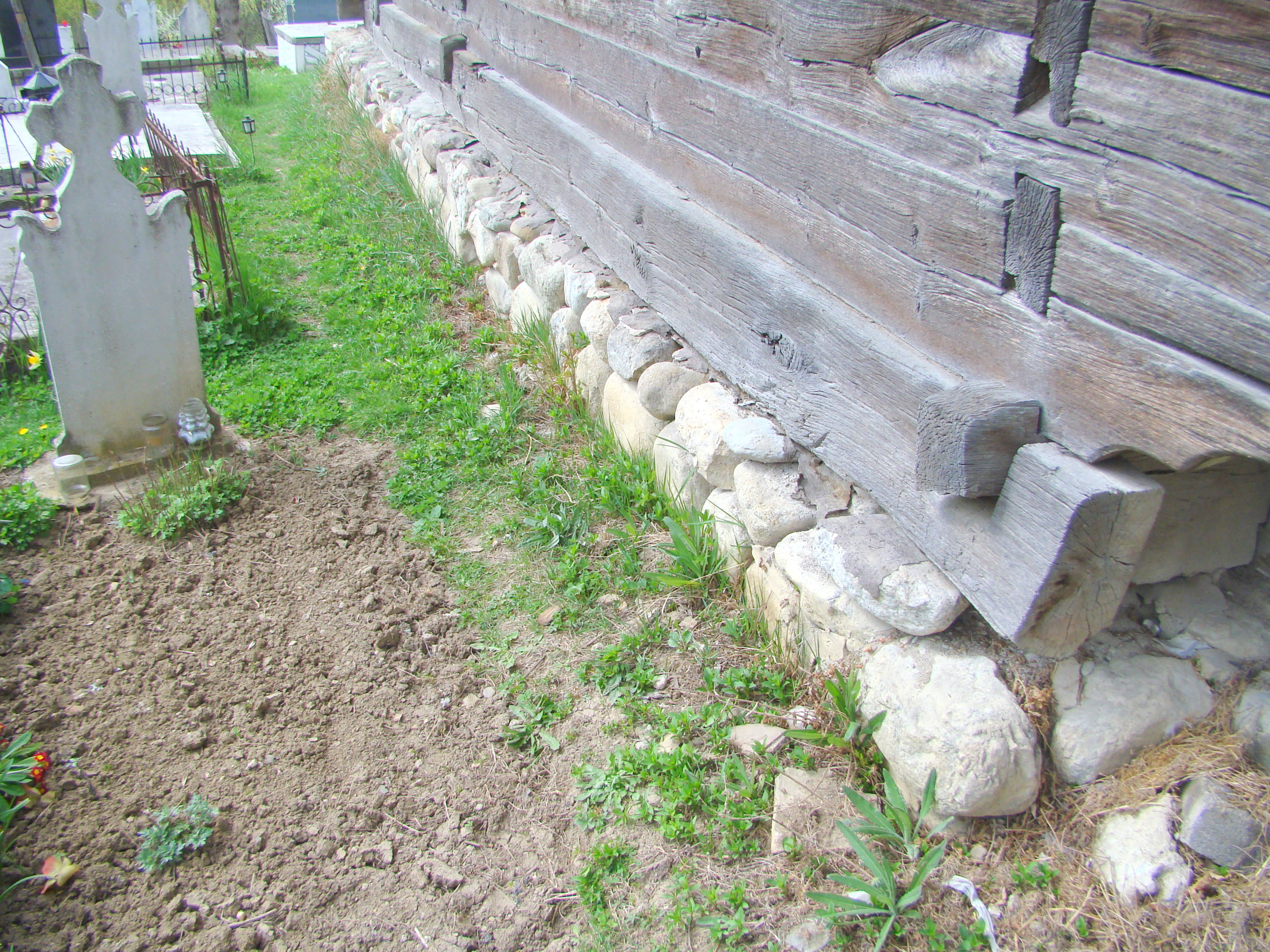
Soclul din piatră de râu
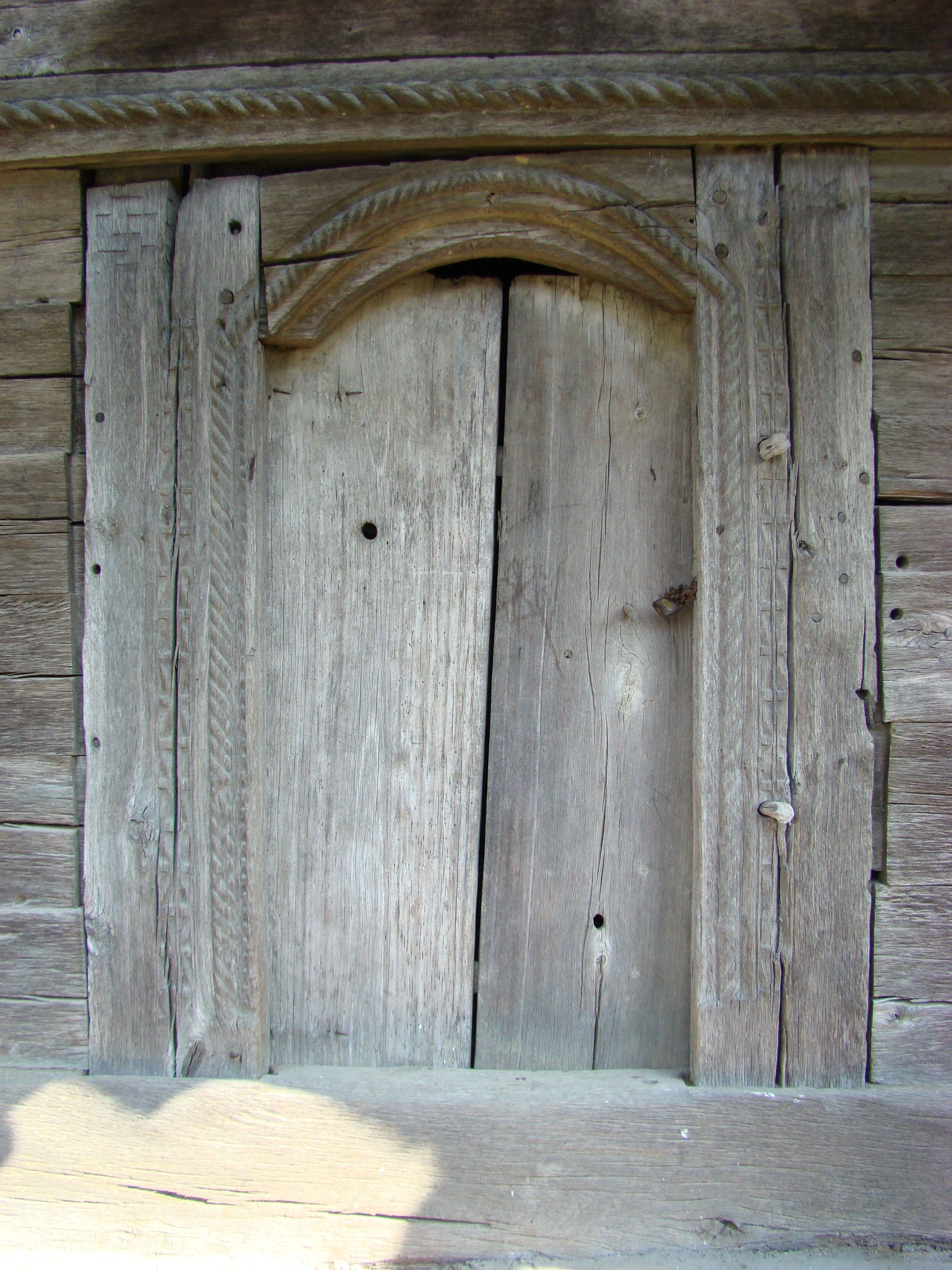
Cadrul intrării decorat cu profil în zigzag